# Восстание буби (1998)

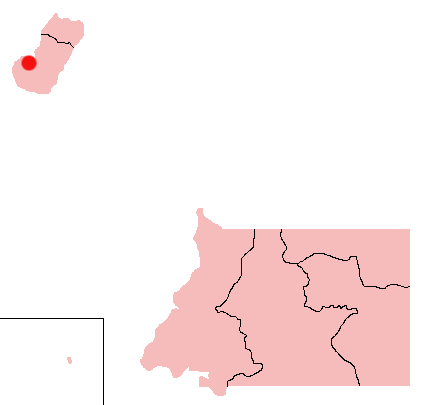
Расположение Лубы, также называемой Сан-Карлос-де-Луба, на карте Экваториальной Гвинеи.

Восстание буби 1998 года — восстание, произошедшее в конце января 1998 года в Биоко, Экваториальная Гвинея.

## Ход событий

### Теракты в Лубе и Моке
21 января 1998 года в городах Луба, Мока, Ребола и Баней (Биоко) начался мятеж против режима Теодоро Обианга, в ходе которого были убиты пять военнослужащих и один мирный житель . По некоторым данным, акция началась на рассвете с гибели сотрудника электроэнергетической компании Segesa в Лубе. Позже группа активистов должна была убить мужа делегата правительства, первого капрала Феликса Ндонга Ондо. В ходе этих инцидентов также погибли по меньшей мере один плотник из Сан-Томе и Принсипи и гражданин Экваториальной Гвинеи из этнической группы буби. Правительство обвинило Движение за самоопределение острова Биоко (MAIB) в том, что оно напало на три военные казармы в городе Луба, столкновения у которых продлились две недели, после чего около 500 человек этнической группы буби были арестованы и допрошены. Источники из гвинейской оппозиции указали, что полиция провела обыск в Colegio Español (зависимом от посольства Испании) в Реболе, где они арестовали профессора буби Виктора Буябана.

### Аресты
24 февраля 1998 года Европейская комиссия вызвала посла Экваториальной Гвинеи, чтобы выразить свою обеспокоенность нарушениями прав человека, произошедшими после теракта 21 января. В марте и апреле того же года в Европейском парламенте ЕНП зарегистрировала вопросы к Совету, допрашивая четырёх граждан испанской национальности, арестованных среди обвиняемых в содействии восстанию за независимость острова Биоко, и парламентские вопросы о репрессии против народа буби после восстания, на которые Совет ответил в апреле и июне.

### Большой судебный процесс в Малабо
В конце мая 1998 года суд в Малабо рассматривал военный трибунал в суммарном порядке над 117 подсудимыми, в том числе над одним из лидеров MAIB Мартином Пуйе. На макропроцессе против 117 человек этнической группы буби (четверо из них испанской национальности) военный прокурор командир Роман Бибанг обвинил задержанных в терроризме, сепаратизме и государственной измене и предоставил в качестве доказательства их арсенал, включавший три пистолета, изъятые у задержанных, два обрезных и три полных ружья и ручную гранату. С другой стороны, адвокат Хосе Оло Обоно был заключен в тюрьму. Суд завершился вынесением 15 смертных приговоров и 56 приговоров к лишению свободы, при этом правительство обвинило MAIB в ответственности за восстание 21 января. Остальные задержанные, в том числе четверо испанцев, были освобождены. MAIB осудил 15 смертных приговоров на большом судебном процессе в Малабо через Вейю Чикампо, координатора группы независимости, а также представил свой проект демократического государства для Экваториальной Гвинеи.
Председателем Военного суда, ведавшим судебным процессом, был тогдашний подполковник и глава военного кабинета Обианга Габриэль Нсе Обианг, в настоящее время противник режима и лидер партии «Граждане за инновации».

### Последствия
Четверо высших руководителей вооружённого восстания: Атанасио Бита, Ремихио Мете, Эпифанио Мохаба и четвёртый, считающийся военачальником восстания, были заочно приговорены к смертной казни и интенсивно разыскивались более шести месяцев. В июле 1998 года им удалось выехать из Экваториальной Гвинеи в неизвестном направлении. 14 июля оппозиционер Мартин Пуйе скончался в тюрьме Плайя-Негра при невыясненных обстоятельствах. В сентябре 1998 г. в Европейском парламенте был задан парламентский вопрос от Партии европейских социалистов о репрессиях на острове, суде над мятежниками и смерти Пуйе, на который Совет ответил в октябре. В конце ноября правительство Экваториальной Гвинеи начало новую волну арестов членов общины буби на острове Биоко, обвинив задержанных (около 30 человек) в пособничестве беглым руководителям восстания.